# Bob Johnston
Donald William Johnston, detto Bob, noto anche con lo pseudonimo di Don Johnston (Hillsboro, 14 maggio 1932 – Nashville, 14 agosto 2015), è stato un produttore discografico statunitense.
Nel corso della sua carriera ha collaborato con Bob Dylan, Simon & Garfunkel, Marty Robbins, Johnny Cash, Burl Ives, Leonard Cohen, The Byrds, Michael Martin Murphey, Pete Seeger, New Riders of the Purple Sage, Willie Nelson, Jimmy Cliff, The Waterboys, Carl Perkins e altri.

## Biografia

### Inizi
Johnston nacque in una famiglia che già frequentava il mondo del music business. Sua nonna Mamie Jo Adams scriveva canzoni, e così anche la madre Diane Johnston. Diane compose brani musicali per Gene Autry negli anni cinquanta, ottenendo anche un successo di classifica nel 1976 quando gli Asleep at the Wheel incisero Miles and Miles of Texas, vecchio demo datato 1950, di sua composizione. Dopo un breve soggiorno in Marina, Bob tornò a Fort Worth, dove insieme alla madre iniziò a scrivere canzoni per l'artista rockabilly Mac Curtis, ed altri. Dal 1956 al 1961 Bob registrò alcuni 45 giri rockabilly con lo pseudonimo "Don Johnston". Nel 1964 si specializzò nella produzione discografica facendo pratica alla Kapp Records di New York. In questo periodo si sposò con Joy Byers, anch'essa compositrice, con la quale iniziò a collaborare.

### Elvis e Joy Byers
In seguito, Bob Johnston affermò che le canzoni accreditate solo a sua moglie Joy Byers erano in verità delle coproduzioni a due, o soltanto scritte da lui stesso. Egli citò "vecchie ragioni contrattuali" come causa della situazione circa i crediti compositivi. I brani in questione includino What's A Matter Baby, successo del 1962 di Timi Yuro, più altre 16 canzoni (minimo) composte per le colonne sonore di film di Elvis Presley tra il 1964 e il 1968, incluse It Hurts Me, Let Yourself Go e Stop, Look and Listen. Due canzoni accreditate alla Byers, la citata Stop, Look and Listen e Yeah, She's Evil! furono incise da Bill Haley & His Comets (l'ultimo brano venne ribattezzato The Meanest Girl in Town quando fu inciso da Presley). Presley registrò The Meanest Girl in Town il 10 giugno 1964, mentre Bill Haley la incise una settimana dopo, il 16 giugno 1964.

### Columbia Records: Dylan, Cash, Cohen
Dopo aver lavorato per breve tempo come staff producer presso la Kapp Records, per poi trasferirsi alla Columbia Records di New York, dove egli divenne un produttore discografico rinomato. Mentre era il produttore di Patti Page, nel 1965 gli venne affidato l'incarico di produrre un disco di Bob Dylan, seguito da altri lavori di Simon & Garfunkel, The Pozo-Seco Singers, Johnny Cash, Flatt & Scruggs, e Leonard Cohen. Il suo stile di produzione spaziava da uno stile "documentaristico" adatto a catturare su nastro particolari momenti ispirati (come negli album di Dylan e nei dischi dal vivo di Cash) al fornire arrangiamenti elaborati che comprendessero archi, cori di sottofondo, e l'impiego di session men (vedasi gli album di Cohen).
Dopo un paio d'anni trascorsi a New York, Johnston divenne capo della sezione della Columbia con sede a Nashville, Tennessee, dove conobbe molti musicisti del luogo, come Charlie Daniels. Produsse tre dischi di Cohen, andò in tournée con lui e compose anche le musiche per alcune liriche di Cohen, per il brano Come Spend the Morning, canzone incisa in seguito sia da Lee Hazlewood che da Engelbert Humperdinck.
All'inizio della traccia To Be Alone with You presente nell'album Nashville Skyline, è possibile sentire Bob Dylan che chiede a Johnston: «Is it rolling, Bob?» ("sta registrando, Bob?").

### Produttore indipendente
Insoddisfatto dello stipendio della Columbia, in particolar modo dopo aver contribuito a molti album di successo senza ricevere nessuna royalties, Johnston decise di diventare un produttore indipendente, collaborando con svariati artisti ed anche con il gruppo Lindisfarne per l'album Fog on the Tyne, che raggiunse la vetta della classifica britannica nel 1972.
Nel 1972, in qualità di tastierista, andò in tour con Leonard Cohen, e produsse l'album dal vivo Live Songs.
Nel 1978 produsse l'album Give Thankx di Jimmy Cliff.
Negli anni ottanta, durante un periodo difficile dal punto di vista finanziario, venne messo sotto sorveglianza da parte dell'ufficio delle tasse, e si trasferì in Texas, smettendo momentaneamente di lavorare. Tornò a produrre nel 1992 lavorando con Willie Nelson sull'album The IRS Tapes: Who'll Buy My Memories? (anche Nelson aveva avuto guai con le tasse all'epoca).
Negli ultimi anni lavorò con Natalie Pinkis (USA), Eron Falbo (Brasile), e la rock band indie Friday's Child (USA).

### Morte
Il 14 agosto 2015 Johnston è deceduto in un ospizio di Nashville all'età di 83 anni. La moglie Joyce (alias Joy Byers) è morta nel maggio 2017.

## Discografia parziale come produttore
- Patti Page: Hush, Hush Sweet Charlotte (45 giri, US n. 8) (1965), Patti Page Sings America's Favorite Hymns (1966)
- Bob Dylan: Highway 61 Revisited (tranne Like a Rolling Stone) (1965), Blonde on Blonde (1966), John Wesley Harding (1967), Nashville Skyline (1969), Self Portrait (1970), New Morning (1970)
- Simon & Garfunkel:  Sounds of Silence (1966), Parsley, Sage, Rosemary and Thyme (1966)
- Marty Robbins: Tonight Carmen (1967), Christmas with Marty Robbins (1967), By the time I get to Phoenix (1968), I Walk Alone (1968), It's A Sin (1969), Today (1971), No Signs of Loneliness Here (1975)
- Flatt and Scruggs: Changin' Times (1967), The Story of Bonnie and Clyde (1968), Nashville Airplane (1968), Final Fling (1969), Flatt Out (Lester Flatt LP solista, 1970), Nashville's Rock (Earl Scruggs LP solista, 1970)
- Johnny Cash: At Folsom Prison (1968); The Holy Land (1969); At San Quentin (1969); Hello, I'm Johnny Cash (1970); The Johnny Cash Show (1970); I Walk the Line (1970); Little Fauss and Big Halsy (1971)
- Burl Ives: The Times They Are A-Changin' (1968)
- Leonard Cohen: Songs from a Room (1969), Songs of Love and Hate (1971), Live Songs (1973)
- The Byrds: Dr. Byrds & Mr. Hyde (1969)
- Lindisfarne: Fog on the Tyne (1972), Dingly Dell (1972)
- Michael Murphey: Geronimo's Cadillac (1973), Cosmic Cowboy Souvenir (1973), Michael Murphey (1973), Blue Sky - Night Thunder (1975), Swans Against the Sun (1976)
- Hoyt Axton: Less Than the Song (1973), Road Songs (1977)
- Pete Seeger: Rainbow Race (1973), Link in the Chain (1996)
- Loudon Wainwright III: Attempted Mustache (1973)
- Tracy Nelson: Tracy Nelson (1974), Sweet Soul Music (1975)
- New Riders of the Purple Sage: Oh, What a Mighty Time (1975), New Riders (1976), Who Are Those Guys? (1977)
- Alvin Lee: Rocket Fuel (1978)
- Jimmy Cliff: Give Thankx (1978)
- Joe Ely: Down on the Drag (1979)
- John Mayall: Bottom Line (1979)
- The Waterboys: Fisherman's Blues (1988) (nel box set del 2013 Johnston produsse 15 tracce)
- Willie Nelson: The IRS Tapes: Who'll Buy My Memories? (1992)
- Carl Perkins: Go Cat Go! (1996)
- Eron Falbo: 73 (2013)